# Vápenná (Berg)
Der Vápenná (deutsch Rachsthurn, Rachsthurm, Rachsturm) ist der dritthöchste Berg (752,2 m) der Kleinen Karpaten. Er befindet sich in der Nähe der Gemeinde Plavecké Podhradie.
Sein Gipfel ist weniger bewaldet als der des höchsten Berges Záruby. Deshalb kann man von dem kleinen Turm am Gipfel eine gute Fernsicht auf die umliegenden Wälder genießen. 
Der Europäische Fernwanderweg E8 verläuft über den Gipfel.